# Бег (телеспектакль, 1971)
«Бег» (фр. La fuite) — французский телефильм режиссёра Филиппа Жулиа 1971 года по пьесе Михаила Булгакова «Бег». Первая экранизация произведений Булгакова во Франции.
Снято компанией 2ème chaîne ORTF. Премьера телеспектакля состоялась 16 февраля 1971 года (14 января 1971 года в СССР прошла премьера одноимённого фильма «Бег» 1970 года).
Основные мужские роли сыграли: Альфред Адам в роли генерала Чарноты; Юбер Дешам в роли Корзухина; Пьер Жюльен, сыгравший роль монаха Паисия. Актриса Мартина Сарси исполнила роль Серафимы Корзухиной.

## История
Телесъёмка спектакля, поставленного в 1970 году на сцене Théâtre Nanterre-Amandiers, театра в пригороде Парижа/в Большом Париже Нантере.
Режиссёром-постановщиком спектакля 1970 года и телеспектакля 1971 года выступил Пьер Дебош (фр. Pierre Debauche), основатель, руководитель и режиссёр театра Théâtre Nanterre-Amandiers в 1969—1974 годах. В справочнике французских режиссёров 2010 года у Philippe Joulia не указывается в фильмографии фильм La fuite (By Philippe Rège. Encyclopedia of French Film Directors Volume 1. — 2010. — P.542).
Французской адаптацией булгаковской пьесы занимался Антуан Витез, французский театральный актёр и режиссёр, педагог, переводчик, очень хорошо знакомый со многими деятелями русской/ советской культуры ещё студентом у Тани Балашовой. Антуан сыграл в (теле)спектакле роль контрразведчика Тихого (по-французски персонажа зовут L’impassible — Невозмутимый). Антуан Витез и Пьер Дебош были коллегами по преподаванию в Высшей национальной консерватории драматического искусства.

## Сюжет
1920 год. Гражданская война на Юге России близится к завершению. После наступления Красной армии в Крыму начинается исход всех, кто искал спасения от революции. Начинается исход из Севастополя.

## В ролях
- Мартина Сарси — Серафима Владимировна Корзухина, жена товарища министра торговли
- Пьер Пернет — Сергей Павлович Голубков, приват-доцент Петроградского университета
- Альфред Адам — Григорий Лукьянович Чарнота, кавалерист, генерал-майор в армии белых
- Энн-Мари Коффинет — Люська Корсакова, походная жена Чарноты
- Даниэль Желен — Роман Валерьянович Хлудов, генерал
- Юбер Дешамп — Парамон Ильич Корзухин, товарищ министра торговли Крыма
- Жан-Пьер Taсте — архиепископ Симферопольский и Карасубазарский Африкан, архипастырь именитого воинства
- Рене Фарер — Крапилин
- Жан-Пьер Лахор — Баев, командир красного полка
- Пьер Жюльен — Паисий, монах
- Мишель Лайрот (Мишель Ларо) — Казак-аккордеонист
- Андре Русселе — белый главнокомандующий
- Антуан Витез — Тихий, белый контрразведчик (по-французски персонажа зовут L’impassible — Невозмутимый)
- Кристиан Денте — Маркиз де Бризар, обрусевший француз, командир гусарского полка в дивизии Чарноты.
- Франсуа Лаланд — Артур Артурович, тараканий царь.

В эпизодах: Ксавьер Рену, Пьер Бучер,

### Прототипы персонажей
- Серафима Корзухина — литератор Евдоксия Никитина, редактор Любовь Белозерская.
- Голубков — журналист Илья Василевский, религиозный философ Сергей Булгаков.
- Хлудов — генерал-лейтенант Яков Слащёв-Крымский.
- Чарнота — генерал-лейтенант Бронислав Чернота-де-Бояры-Боярский, генерал-лейтенант Сергей Улагай.
- Люська — походная жена Слащёва Нина Нечволодова («юнкер Нечволодов»).
- Корзухин — министр Временного правительства Алексей Никитин, предприниматель Владимир Крымов.
- Белый главнокомандующий — барон Пётр Врангель.
- Есаул Голован — генерал-лейтенант Андрей Шкуро.
- Архиепископ Африкан — митрополит Вениамин (Федченков), глава церкви Русской армии.

## Съёмочная группа
- Авторы сценария:
  - Антуан Витес
- Режиссёр-постановщик:
  - Филипп Жюлиа